# Полевой Микола Олексійович
Микола Олексійович Полево́й (рос. Николай Алексеевич Полевой; *22 червня (3 липня) 1796, Іркутськ — †22 лютого (6 березня) 1846, Санкт-Петербург) — російський письменник, драматург, літературний і театральний критик, журналіст і історик; брат критика і журналіста Ксенофонта Полевого і письменниці Катерини Авдєєвої.

## Біографія
Народився в купецькій родині. Отримав домашню освіту. Дебютував у друку в журналі «Російський вісник» в 1817. Жив у Москві (1820—1836), потім переїхав до Петербурга.

## Журналістика
Російське слово «журналістика» створене на початку 1820-х років самим Полевим, який так назвав у 1825 рубрику про журнали в «Московському телеграфі». Спочатку це слово викликало насмішки.
В 1820—1824 вірші, замітки, нариси, статті, переклади з французької друкував у «Вітчизняних записках», «Північному архіві», «Сина вітчизни», альманасі «Мнемозина».
У Москві видавав літературний і науковий журнал «Московський телеграф» (1825—1834), який друкувався в друкарні Августа Семена. У журналі публікувалися статті з літератури, історії та етнографії, підкреслювалася позитивна роль купецтва. Журнал був закритий у 1834 за особистим наказом Миколи I за несхвальний відгук Полєвого про п'єсу Н. В. Кукольника «Рука Всевишнього вітчизну врятувала». Після закриття журналу Полєвой відійшов від своїх попередніх поглядів.
В 1835—1844 видавав ілюстрований щорічник «Мальовничий огляд». Брав участь в роботі «Північної бджоли», в 1837—1838 завідував літературним відділом газети. В 1838—1840 був редактором «Сина вітчизни». В 1841 разом з М. І. Греч почав видавати щомісячний журнал «Російський вісник» і був його одноосібним редактором в 1842—1844 рр.

## Історичні праці
Окрім статей на історії теми, Полевой написав «Історію російського народу» (т. 1-6, 1829—1833). У цій праці він прагнув, на противагу «Історії держави Російської» Миколи Карамзіна, перейти від зображення ролі правителів, військових і зовнішньополітичних подій до виявлення «органічного» розвитку «народного початку». В «Історії» Полєвой орієнтувався на західноєвропейську романтичну історіографію, перш за все Гізо, і прагнув виділити елементи суспільного ладу (першим застосував до Русі концепцію феодалізму), реконструювати народні уявлення та інше. Критика «пушкінського кола» сприйняла працю Полєвового як негідну «пародію» на Карамзіна і піддала автора нападкам. У чернетковій рецензії Пушкін, проте, розцінив 2-й том доброзичливо, як самостійнішу роботу.
Спочатку Полевой планував написати 12 томів (як і Карамзін) і оголосив підписку саме на таку кількість томів, проте через особисті складнощі зміг написати й видати лише 6, що викликало звинувачення у фінансовій недобропорядності. Останні томи «Історії російського народу» не такі цікаві, як перші два, в них позначається поспіх, що «збивається» на традиційну «державницьку» схему викладу, переказує джерела тощо. Виклад Полєвой довів до взяття Казані Іваном Грозним.

### Українська тема
Після «Історії» Полевой написав ще ряд історичних творів для широкого читача. Наприклад, у роботі «Малоросія; її мешканці та історія» (Московський телеграф. — 1830. — № 17-18) виступив з радикальним запереченням етнічної та історичної спорідненості великоросів і малоросів, пропонував визнати, що Малоросія ніколи не була «древнім надбанням» Росії (як наполягав Карамзін): цю країну завоювали — як англійці Шотландію та Ірландію.
| «Ми обрусили їх аристократів, поступово усунули місцеві права, запровадили свої закони, повір'я ... але за всім тим обрусити тубільців не встигли, так само як Татар, Бурятів та Самоїдів» |
.
Оскільки українці опинилися в такому ряду, зрозуміло, що ні про яку особливу їх «російськість» говорити не доводиться.

| «У цій народності [ми] бачимо тільки два основних елементи давньої Русі: віру і мову, але й ті були змінені часом. Все інше не наше: фізіогномія, звичаї, житло, побут, поезія, одяг» |

### Полєвой про початок російської державності
|  | З часу навали монголів, до скасування рабства, накладеного ними, ми побачимо початок і життя Російської держави. |

## Художня література
Автор романтичних повістей «Живописець» (1833), «Емма» (1834), роману «Аббаддонна» (1834), історичного роману «Клятва при гробі Господньому» (1832). Полєвому належить прозаїчний переклад «Гамлета» Шекспіра (1837). Першу п'єсу «Уголіно» написав у 1837; в драмах (всього близько 40 п'єс) звертався до подій і діячів російської історії («Дідусь російського флоту», 1838 ; «Олена Глинська», 1839; «Іголкін, купець новгородський», 1839; «Параша-сибірячка», 1840; «Костромські ліси», 1841; «Ломоносов, або Життя і поезія», 1843; «Російський моряк. Історична бувальщина», 1843; «Єрмак Тимофійович, або Волга та Сибір», 1845).

## Критика
Статті про Г. Р. Державіна, В. А. Жуковському, О. С. Пушкіна та інших російських письменників склали книгу «Нариси російської літератури» (ч. 1-2, 1839). У пізніші роки виступав проти В. Г. Бєлінського і так званого гоголівського напряму в літературі; Бєлінський, сам активно з ним полемізували, проте визнав значні літературні заслуги Полєвого в некролозі йому.

## Адреси в Санкт-Петербурзі
1839 — Катерингофський проспект, 75.